# ناحیه مککی (شهرستان آدامز، ایلینوی)
ناحیه مککی، شهرستان آدامز، ایلینوی (به انگلیسی: McKee Township) یک منطقهٔ مسکونی در ایالات متحده آمریکا است که در شهرستان آدامز، ایلینوی واقع شده‌است. ناحیه مککی ۱۷۱ نفر جمعیت دارد و ۱۸۶ متر بالاتر از سطح دریا واقع شده‌است.